# Dimostrazione della irrazionalità di e
Il numero e fu introdotto nel 1683 da Jacob Bernoulli. Più di mezzo secolo dopo, Eulero, che fu uno studente di Johann Bernoulli (fratello minore di Jacob), dimostrò che {\displaystyle e} è irrazionale; cioè, non può essere espresso come rapporto tra due interi.

## Dimostrazione di Eulero
Eulero scrisse la prima dimostrazione dell'irrazionalità di {\displaystyle e} nel 1737 (ma il testo venne pubblicato solamente sette anni dopo). Il matematico svizzero calcolò la rappresentazione di {\displaystyle e} come frazione continua semplice, che è
{\displaystyle e=[2;1,2,1,1,4,1,1,6,1,1,8,1,1,\ldots ,2n,1,1,\ldots ].}
Poiché questa frazione continua è infinita mentre ogni numero razionale è rappresentato da una finita, {\displaystyle e} è irrazionale. Per una breve dimostrazione della frazione continua di {\displaystyle e}, vedere Cohn (2006).
 Poiché la frazione continua di {\displaystyle e} non è periodica, questo dimostra anche che {\displaystyle e} non è radice di un polinomio di secondo grado a coefficienti razionali; in particolare, {\displaystyle e^{2}} è irrazionale.

## Dimostrazione di Fourier
La dimostrazione più conosciuta è quella di Joseph Fourier procedendo per assurdo, che si basa sull'identità
{\displaystyle e=\sum _{n=0}^{\infty }{\frac {1}{n!}}\cdot }
Si supponga che {\displaystyle e} sia un numero razionale. Allora esistono {\displaystyle a} e {\displaystyle b} interi positivi tale che {\displaystyle e=a/b}. Da notare che {\displaystyle b} non può essere uguale a 1 dato che {\displaystyle e} non è un intero. Si può dimostrare utilizzando la precedente identità che {\displaystyle e} è strettamente compreso tra {\displaystyle 2} e {\displaystyle 3}:
{\displaystyle 2=1+{\tfrac {1}{1!}}\ \ <\ \ e=1+{\tfrac {1}{1!}}+{\tfrac {1}{2!}}+{\tfrac {1}{3!}}+\cdots \ \ <\ \ 1+(1+{\tfrac {1}{2}}+{\tfrac {1}{2^{2}}}+{\tfrac {1}{2^{3}}}+\cdots )\ \ =\ \ 3.}
Si definisca il numero
{\displaystyle x=b!\,{\biggl (}e-\sum _{n=0}^{b}{\frac {1}{n!}}{\biggr )}.}
Se {\displaystyle e} è razionale, allora {\displaystyle x} è un intero, infatti sostituendo {\displaystyle e=a/b} nella definizione di {\displaystyle x} si ottiene
{\displaystyle x=b!\,{\biggl (}{\frac {a}{b}}-\sum _{n=0}^{b}{\frac {1}{n!}}{\biggr )}=a(b-1)!-\sum _{n=0}^{b}{\frac {b!}{n!}}\,.}
Il primo termine è un intero, e ogni frazione nella somma è in effetti anch'essa un intero poiché {\displaystyle n\leq b} per ogni termine. Pertanto, {\displaystyle x} è un intero.
Si dimostra ora che {\displaystyle 0<x<1}. Prima, per mostrare che {\displaystyle x} è strettamente positivo, si inserisce la rappresentazione in serie di {\displaystyle e} nella definizione di {\displaystyle x}, da cui si ricava 
{\displaystyle x=b!\,{\biggl (}\sum _{n=0}^{\infty }{\frac {1}{n!}}-\sum _{n=0}^{b}{\frac {1}{n!}}{\biggr )}=\sum _{n=b+1}^{\infty }{\frac {b!}{n!}}>0\,,}
poiché tutti i termini sono strettamente positivi.
Resta da dimostrare che {\displaystyle x<1}. Per tutti i termini con {\displaystyle n\geq b+1} si ha la stima superiore
{\displaystyle {\frac {b!}{n!}}={\frac {1}{(b+1)(b+2)\cdots (b+(n-b))}}<{\frac {1}{(b+1)^{n-b}}}\,.}
Questa disuguaglianza è stretta per ogni {\displaystyle n\geq b+2}. Cambiando l'indice della sommatoria in {\displaystyle k=n-b} e utilizzando la formula della serie geometrica, si ottiene
{\displaystyle x=\sum _{n=b+1}^{\infty }{\frac {b!}{n!}}<\sum _{n=b+1}^{\infty }{\frac {1}{(b+1)^{n-b}}}=\sum _{k=1}^{\infty }{\frac {1}{(b+1)^{k}}}={\frac {1}{b+1}}{\biggl (}{\frac {1}{1-{\frac {1}{b+1}}}}{\biggr )}={\frac {1}{b}}<1.}
Dal momento che non esistono degli interi strettamente compresi tra {\displaystyle 0} e {\displaystyle 1}, si è ottenuta una contraddizione e quindi {\displaystyle e} deve essere irrazionale. Q.E.D.

## Dimostrazioni alternative
Si può ottenere un'altra dimostrazione da quella precedente notando che
{\displaystyle (b+1)x=1+{\frac {1}{b+2}}+{\frac {1}{(b+2)(b+3)}}+\cdots <1+{\frac {1}{b+1}}+{\frac {1}{(b+1)(b+2)}}+\cdots =1+x,}
e questa disuguaglianza è equivalente a {\displaystyle bx<1}. Questo è ovviamente impossibile, poiché {\displaystyle b} e {\displaystyle x} sono numeri naturali.
Un'altra dimostrazione ancora deriva dal fatto che
{\displaystyle {\frac {1}{e}}=e^{-1}=\sum _{n=0}^{\infty }{\frac {(-1)^{n}}{n!}}\cdot }
Si definisca {\displaystyle s_{n}} come segue:
{\displaystyle s_{n}=\displaystyle \sum _{k=0}^{n}{\frac {(-1)^{k}}{k!}}}
{\displaystyle e^{-1}-s_{2n-1}=\displaystyle \sum _{k=0}^{\infty }{\frac {(-1)^{k}}{k!}}-\displaystyle \sum _{k=0}^{2n-1}{\frac {(-1)^{k}}{k!}}<{\frac {1}{(2n)!}}}
Questo implica che {\displaystyle 0<(2n-1)!(e^{-1}-s_{2n-1})<{\frac {1}{2k}}\leq {\frac {1}{2}}} per ogni intero {\displaystyle n\geq 2}
Si nota che {\displaystyle (2n-1)!s_{2n-1}} è sempre un intero. Si assuma che {\displaystyle e^{-1}} sia razionale. 
Quindi, {\displaystyle e^{-1}={\frac {p}{q}}} dove {\displaystyle p,q} sono coprimi e {\displaystyle q\neq 0}. È possibile scegliere {\displaystyle n} propriamente in modo che {\displaystyle (2n-1)!e^{-1}} sia un intero, cioè prendendo {\displaystyle n\geq {\frac {q+1}{2}}}.
Perciò, con questa scelta, la differenza tra {\displaystyle (2n-1)!e^{-1}} e {\displaystyle (2n-1)!s_{2n-1}} dovrebbe essere un intero. Ma segue dalla disuguaglianza precedente che è impossibile. Quindi, {\displaystyle e^{-1}} è irrazionale. Questo significa che {\displaystyle e} è irrazionale.

## Generalizzazioni
Nel 1840, Liouville pubblicò una dimostrazione dell'irrazionalità di {\displaystyle e^{2}} seguita dalla dimostrazione che quest'ultimo non è neanche una radice di un polinomio di secondo grado a coefficienti razionali. Questo ultimo risultato implica che {\displaystyle e^{4}} è irrazionale. Le sue dimostrazioni erano simili a quella di Fourier dell'irrazionalità di {\displaystyle e}. Nel 1891, Hurwitz spiegò come è possibile dimostrare attraverso la stessa strategia che {\displaystyle e} non è una radice di un polinomio di terzo grado a coefficienti razionali. In particolare, {\displaystyle e^{3}} è irrazionale.
Più in generale, {\displaystyle e^{q}} è irrazionale per ogni {\displaystyle q} razionale diverso da zero.